# Francisco Bosch Morata

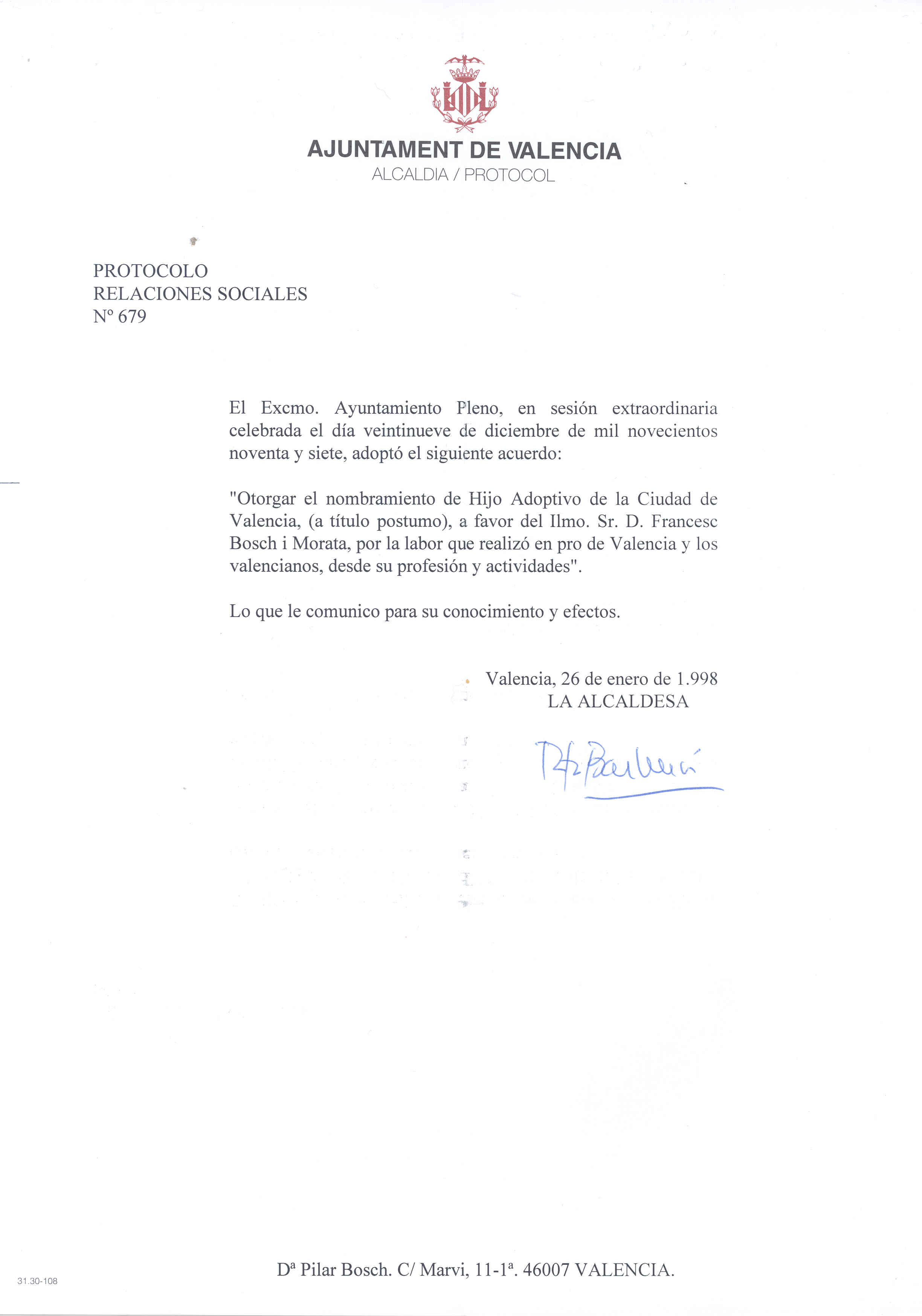
Homenaje a Bosch Morata

Francisco Bosch Morata (Játiva, Valencia; 30 de noviembre de 1901 - Mexicali, México; 25 de septiembre de 1950) fue un médico, maestro y político español.

## Biografía
Fue uno de los principales dirigentes de la Agrupación Valencianista Republicana primero, y del Partit Valencianista d'Esquerra en 1935. Durante la guerra civil española fue representante de este partido como Delegado de Sanidad del Comité Ejecutivo Popular de Valencia en agosto de 1936, y posteriormente del Consejo Provincial de Valencia, organismo que vino a sustituir al CEP y a la antigua diputación provincial. Impulsó decisivamente la creación del Institut d'Estudis Valencians, fundado el 9 de febrero de 1937.
En 1938, Bosch Morata, movilizado por razón de su profesión médica, participó en la batalla del Ebro y en la retirada, la ambulancia en la que viajaba fue atacada por un avión Junker alemán, produciéndole heridas en un pulmón. Internado en un hospital de Barcelona se recuperó y días después decidió cruzar la frontera. Pasó a Francia por Saint-Laurent-de-Cerdans, pasando él y su familia por el campo de concentración de Argelès-sur-Mer. Posteriormente, estando en Angulema, y ante la llegada de las tropas alemanas, abandonó Francia vía Orán, hacia México. En dicho país se estableció en la localidad de Mexicali, en la California mexicana, hasta su muerte.
Su archivo se encuentra custodiado en la Biblioteca Valenciana Nicolau Primitiu